# Lipníky
Lipníky és un poble i municipi d'Eslovàquia. Es troba a la regió de Prešov, al nord del país.

## Història
La primera referència escrita de la vila data del 1990.

## Demografia
| Godina             | 1994 | 2004   | 2014   | 2024    |
| ------------------ | ---- | ------ | ------ | ------- |
| Nombre de persones | 430  | 466    | 473    | 587     |
| Diferència         |      | +8,37% | +1,50% | +24,10% |

| Godina             | 2023 | 2024   |
| ------------------ | ---- | ------ |
| Nombre de persones | 571  | 587    |
| Diferència         |      | +2,80% |